# 凱歌獎
1972年起，凱歌香檳以凱歌·彭莎登夫人為名成立年度頒發的凱歌獎，用以鼓勵和表彰女性經理人、企業家，或者是投入新創事業、創新技術研究的女性，目前在世界上分別有27個國家成立凱歌獎。
凱歌獎第一次頒發在1972年，到了1983年成為品牌年度常設獎項。該獎項的評選作業，由500名成員組成的評審團頒發，評審團主要由女企業家和經濟線記者組合而成。數年後英國設立另一個凱歌獎，同樣用在獎勵英國的女姓商人和企業家，隨後其他國家也設立了類似的獎項：愛爾蘭、荷蘭、德國、瑞士、瑞典和丹麥。時序到了1980年代之後，又在挪威、奧地利、日本和巴西、芬蘭、香港、意大利、澳大利亞、西班牙、新西蘭和新加坡。根據各個國家頒發的時間不同，大部分都在每年的3月至6月的期間頒發，獲獎者將於6月在蘭斯的凱歌香檳總部受獎。

## 得獎人
- 2019年：Chrystèle Gimaret, Julie Chapon 和 弗雷德里克·米翁
- 2018年：Nathalie Balla 和 Shanty Baehrel
- 2017年：Sarah Lavoine 和 Bénédicte de Raphélis Soissan
- 2016年：Caroline Hilliet-Le Branchu 和 Anaïs Barut
- 2015年：Stéphanie Wismer Cassin 和 Alice Zagury
- 2014年：Chantal Andriot 和 Céline Lazorthes
- 2012年：Fany Pechiodat
- 2008年：Élisabeth Laville
- 2007年：Patricia Tartour
- 2006年：Adeline Lescanne
- 2005年：安妮·法莫斯
- 2004年：Colette Robert
- 2003年：Bernadette Dodane
- 2002年：克洛迪·奥萨尔
- 2001年：Ann-Charlotte Pasquier
- 2000年：Marie Béjot
- 1999年：Michèle Cassegrain
- 1998年：盧米婭·希里吉 和 Shama Hiridjee
- 1996年：Catherine Néressis-Jolly
- 1995年：奧迪勒·賈克柏
- 1994年：Nicole Bru
- 1993年：Geneviève Lethu
- 1991年：弗朗索瓦茲·奈森
- 1990年：Brigitte de Gastines
- 1989年：伊夫琳·普魯沃
- 1988年：Marion Vannier
- 1987年：吉尔贝特·博
- 1986年：Monique Fieschi 和 Mylène Galhaud
- 1985年：Catherine Painvin
- 1984年：Marie-José Bobet
- 1983年：Annette Roux
- 1972年：Gisèle Picaud, Ciments Bouygues